# Nerf musculocutané

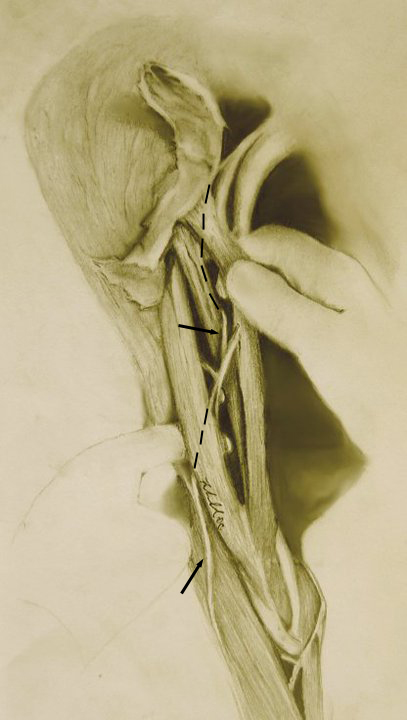
dessin du nerf musculo-cutané

Le nerf musculo-cutané (ou nerf perforant de Casserius ou nerf perforant du coraco-brachial ou nerf musculocutané du membre supérieur) est un nerf sensitivo-moteur du membre supérieur chez l'homme.

## Origine
Le nerf musculo-cutané est une branche terminale du faisceau latéral du plexus brachial. Il provient des racines C5 et C6. Il nait en arrière du muscle petit pectoral.

## Trajet
Le nerf musculo-cutané traverse la partie inférieure du creux axillaire obliquement en bas et en dehors en longeant le bord externe de l'artère axillaire et en dehors du nerf médian. Il perfore le muscle coracobrachial pour s'engager dans la loge brachiale antérieure entre le muscle biceps brachial et le muscle brachial.
Il se termine au niveau du pli du coude, dans le sillon bicipital latéral, il traverse le fascia brachial, devient sous-cutané et se termine en nerf cutané latéral de l'avant-bras.

## Branches collatérales
Le nerf musculo-cutané au cours de son trajet brachial donne des rameaux musculaires pour les muscles coracobrachial, brachial et biceps brachial.
Il donne également des rameaux à l'artère brachiale et à la diaphyse de l'humérus.

## Zone d'innervation
Rôle moteur :
Le nerf musculo-cutané est le nerf de la flexion du coude. Il innerve
- le muscle coracobrachial,
- le muscle biceps brachial,
- le muscle brachial.

Rôle sensitif :
Le nerf musculo-cutané  a un rôle sensitif pour les faces antéro-externe et postéro-externe de l'avant-bras.

## Aspect clinique
Le nerf musculo-cutané peut être atteint dans les traumatismes (fracture claviculaire, plaie profonde, anévrisme de l'artère axillaire), entrainant une perte de la flexion de l'avant-bras et une forte diminution de la supination, une disparition du réflexe bicipital et une perte de la sensibilité inféro-externe du bras.
Ces signes peuvent également survenir notamment s'il subit une compression lors de son passage dans la boutonnière du muscle corso-brachial en cas de contracture de ce muscle ou encore lors de son passage à travers le fascia superficiel de l'avant-bras.